# 823
823 (DCCCXXIII) var ett normalår som började en torsdag i den julianska kalendern.

## Händelser

### April
- 5 april – Påven Paschalis I kröner Lothar I till kung av Italien.[1]

### Okänt datum
- Ärkebiskop Ebo av Reims och troligtvis hans medarbetare, biskop Halitgar av Cambray, missionerar bland hedningarna i Jylland.
- Ett dotterkloster till Corbie grundas i Corvey. Ansgar blir lärare i det nya klostret och lämnar sitt kloster i Corbie.
- Eboevangeliet tillkommer i Reims i Frankrike.
- Mycket stort utbrott av Katla i Island mellan senhösten 822 och tidig vår 823.

## Födda
- 13 juni – Karl den skallige, kung av Västfrankiska riket 843–877 och romersk kejsare 875–877.[2]
- Ermentrude av Orléans, drottning av Frankrike

## Avlidna
- Ceolwulf I, kung av Mercia sedan 821.
- Tekla (kejsarinna)